# Hieracium sparsifolium
Hieracium sparsifolium là một loài thực vật có hoa trong họ Cúc. Loài này được Lindeb. mô tả khoa học đầu tiên năm 1868.